# Josef Horáček
Josef Horáček (12. ledna 1946 – 7. prosince 2022) byl zastupitel a bývalý starosta města Bíliny.
V letech 1961–1964 studoval na Střední průmyslové škole chemické v Ústí nad Labem a později v letech 1972–1974 na Střední ekonomické škole v Děčíně.
Poprvé byl zvolen starostou města v roce 2002. Poté znovu 8. listopadu 2006 za Nezávislí v Bílině – HNHRM a 25. listopadu 2010 za Nezávislí pro Bílinu. Ve volbách do zastupitelstev 2014 zvolen nebyl, ale protože se volby z nařízení soudu opakovaly, byl v opakovaných volbách opět zvolen do zastupitelstva.